# Paris/Zénith 18-10-2010
Albums de Jacques Higelin
Coup de foudre
(2010) Beau Repaire
(2013)
Paris/Zénith 18-10-2010 est un triple album live de Jacques Higelin, enregistré le 18 octobre 2010 au Zénith de Paris, jour des 70 ans du chanteur.
La particularité de cet album est d'avoir été enregistré et gravé sur CD au fur et à mesure du concert par les Studios Abbey Road et mis en vente tout de suite après sur place ; procédé déjà usité par quelques groupes anglo-saxons, mais inédit jusqu'alors en France. Il est également disponible en commande, via Internet. C'est le neuvième et dernier album enregistré en public par le chanteur.
Le 3 décembre 2010, cet album sort finalement en circuit classique, et est disponible chez les disquaires, mais en simple CD (11 titres).

## Titres

### CD 1
| No | Titre                                     | Durée |
| -- | ----------------------------------------- | ----- |
| 1. | Tête en l'air 11:39                       |       |
| 2. | Coup de foudre 4:48                       |       |
| 3. | J'ai jamais su 6:55                       |       |
| 4. | New Orleans 6:38                          |       |
| 5. | Mona Lisa Klaxon 5:31                     |       |
| 6. | Kyrie Eleison 5:21                        |       |
| 7. | Qu'est-ce qui se passe à la caisse ? 6:36 |       |
| 8. | La fille au cœur d'acier 6:30             |       |
| 9. | Paris New-York, New-York Paris 12:47      |       |

### CD 2
| No | Titre                          | Durée |
| -- | ------------------------------ | ----- |
| 1. | La rousse au chocolat 5:18     |       |
| 2. | Champagne 13:35                |       |
| 3. | L...comme beauté 7:59          |       |
| 4. | Egéries, muses et modèles 8:52 |       |
| 5. | Août Put (Gourdon) 21:02       |       |
| 6. | Valse MF 5:40                  |       |
| 7. | Beau, beau ou laid 3:43        |       |
| 8. | Bye, bye, bye 6:09             |       |

### CD 3
| No | Titre                                                               | Durée |
| -- | ------------------------------------------------------------------- | ----- |
| 1. | L'accordéon désaccordé 10:27                                        |       |
| 2. | Crocodaïl 11:33                                                     |       |
| 3. | Lettre à la petite amie de l'ennemi public n°1 (avec Arthur H) 4:45 |       |
| 4. | Ballade pour Izïa (avec Izïa Higelin) 7:18                          |       |
| 5. | L'amour sans savoir ce que c'est14:42                               |       |
| 6. | Pars 23:17                                                          |       |

## Version Simple CD
| No  | Titre                                                          | Durée |
| --- | -------------------------------------------------------------- | ----- |
| 1.  | Coup de foudre                                                 |       |
| 2.  | J'ai jamais su                                                 |       |
| 3.  | Mona Lisa Klaxon                                               |       |
| 4.  | Qu'est-ce qui se passe à la caisse ?                           |       |
| 5.  | Paris-New York, New York-Paris                                 |       |
| 6.  | Août Put (Gourdon)                                             |       |
| 7.  | Beau beau ou laid                                              |       |
| 8.  | Crocodail                                                      |       |
| 9.  | Lettre à la petite amie de l'ennemi public n°1 (avec Arthur H) |       |
| 10. | Ballade pour Izïa (avec Izïa Higelin)                          |       |